# Соборная площадь (Днепр)
Соборная площадь — одно из главных исторически значимых мест Днепра, часть историко-архитектурного и паркового комплекса центральной части города. Площадь имела название Октябрьская в 1919—2015 годах.

## Описание
Сегодня Соборная площадь одно из красивейших мест Днепра. Ежедневно её посещают сотни горожан и гостей города. Одни приходят, чтобы пообщаться с Богом в Преображенский собор, другие, чтобы соприкоснуться с историей, посетив исторический музей и диораму «Битва за Днепр», третьи — чтобы возложить цветы на гранитные плиты захороненных здесь воинов, склонить головы у часовни-мемориала перед памятью погибших милиционеров…
Название
Название площади менялось несколько раз. Изначально площадь называлась Соборной на первых генеральных планах Екатеринослава Клода Геруа 1786 г., Ивана Старова 1792 г. и Вильяма Гесте 1817 г. В середине XIX века часто называлась жителями Ярмарочной, так как на её территории размещались ярмарки. После открытия в 1835 году Преображенского собора её переименовали в Соборную.
Но в 1846 году на плане города название площади — Екатерининская. Но и это название не прижилось. Во второй половине XIX века закрепляется название площади «Соборная». Это название она сохранила до 1 января 1919 года, когда была переименована большевиками в Октябрьскую. 26 ноября 2015 года площади вернули её историческое название Соборная.

## История
Проект Соборной площади разработал автор первого плана Екатеринослава Клод Геруа.
За более чем двухсотлетний период существования площадь, пережила во внешнем облике и архитектурно-ландшафтном оформлении большие изменения.
Сначала на территории площади не было даже деревьев — вся она была покрыта высокой степной травой. Первые же шаги по её благоустройству относятся к 1846 году. Большой вклад внес екатеринославский губернатор А. Я. Фабр (1847—1857 гг). Он прославил себя посадкой на аллеи, тянувшейся от Преображенского собора до Екатерининского проспекта.
Соборная площадь всегда оставалась местом торжественных мероприятий. Так и в годы Гражданской войны все, кто захватывал Екатеринослав, и красные, и белые, и махновцы с петлюровцами, имели возможность промаршировать по Соборной площади.
В тяжелые годы гражданской войны, население города часто было без топлива, то Соборная площадь, а также находящиеся рядом Потемкинский сад и Архиерейский сквер, стали местами заготовки дров. Вырубались и спиливались деревья, выкорчёвывались пни. Очищенная от деревьев территория была превращена в огороды.
Имела площадь и другие функции: в январе и декабре 1919 года здесь располагались артиллерийские позиции красных и белогвардейских войск. Тогда же на ней появились первые и индивидуальные, и братские могилы.
В годы Великой Отечественной войны пропала бронзовая статуя Екатерины.
Ходит легенда, что директор исторического музея Дмитрий Иванович Яворницкий, в годы гражданской войны, выменял статую на бутыль самогона у махновцев, которые хотели утопить её в Днепре. Она стояла среди половецких баб, но вовремя оккупации Днепропетровска немцы, якобы узнав, что Екатерина II была немкой, вывезли её на «историческую родину».
На бывшем постаменте Екатерины в 1971 году был установлен памятник Михаилу Ломоносову.
Сразу же после освобождения города за несколько лет Октябрьская площадь Днепропетровска была полностью восстановлена.
Были сохранены основные архитектурные памятники — корпус Горного института, здание мужской гимназии, главный корпус Богоугодных заведений с боковыми корпусами.
После войны площадь заново распланировали, Октябрьская площадь больше стала похожей на парк.
Октябрьская площадь Днепропетровска стала все больше превращаться в огромный историко-мемориальный комплекс.
К могилам революционеров на братском кладбище прибавились могилы освободителей Днепропетровска. Потом здесь хоронили особо почетных жителей, освободителей и старых большевиков. Здесь лежат генерал Каруна, погибший при освобождении Днепропетровска, и генерал Ефим Пушкин.
В 1967 году мемориальное городское кладбище было торжественно открыто после реконструкции, созданный ансамбль которой сохраняется и поныне. Здесь находится 86 могил в 8 рядах, в том числе 7 братских. Новые захоронения с того времени больше не производились. (Последнее — могила «старого большевика» Альберта Казимировича Войцеховича (1877—1957)).

## Парковый комплекс
Сегодня на территории паркового комплекса Соборной площади находятся следующие объекты:
- Днепропетровский национальный исторический музей им. Д.И. Яворницкого
- Коллекция древних каменных изваяний — «каменных баб» Днепропетровского национального исторического музея им. Д. И. Яворницкого
- Памятник Дмитрию Ивановичу Яворницкому
- Диорама «Битва за Днепр»
- Уличная экспозиция военной техники Второй мировой войны
- Уличная экспозиция «Дорогами Донбасса»
- Спасо-Преображенский собор
- Екатерининская миля
- Городское мемориальное кладбище и Аллея Освободителей
- Мемориал памяти погибшим защитникам правопорядка
- Университет воинских искусств (Музейно-культурный комплекс), ранее — Музей истории комсомола
- Памятник Александру Матросову
- Здание Первой городской женской гимназии г. Екатеринослава, ныне — школа № 23

## Галерея

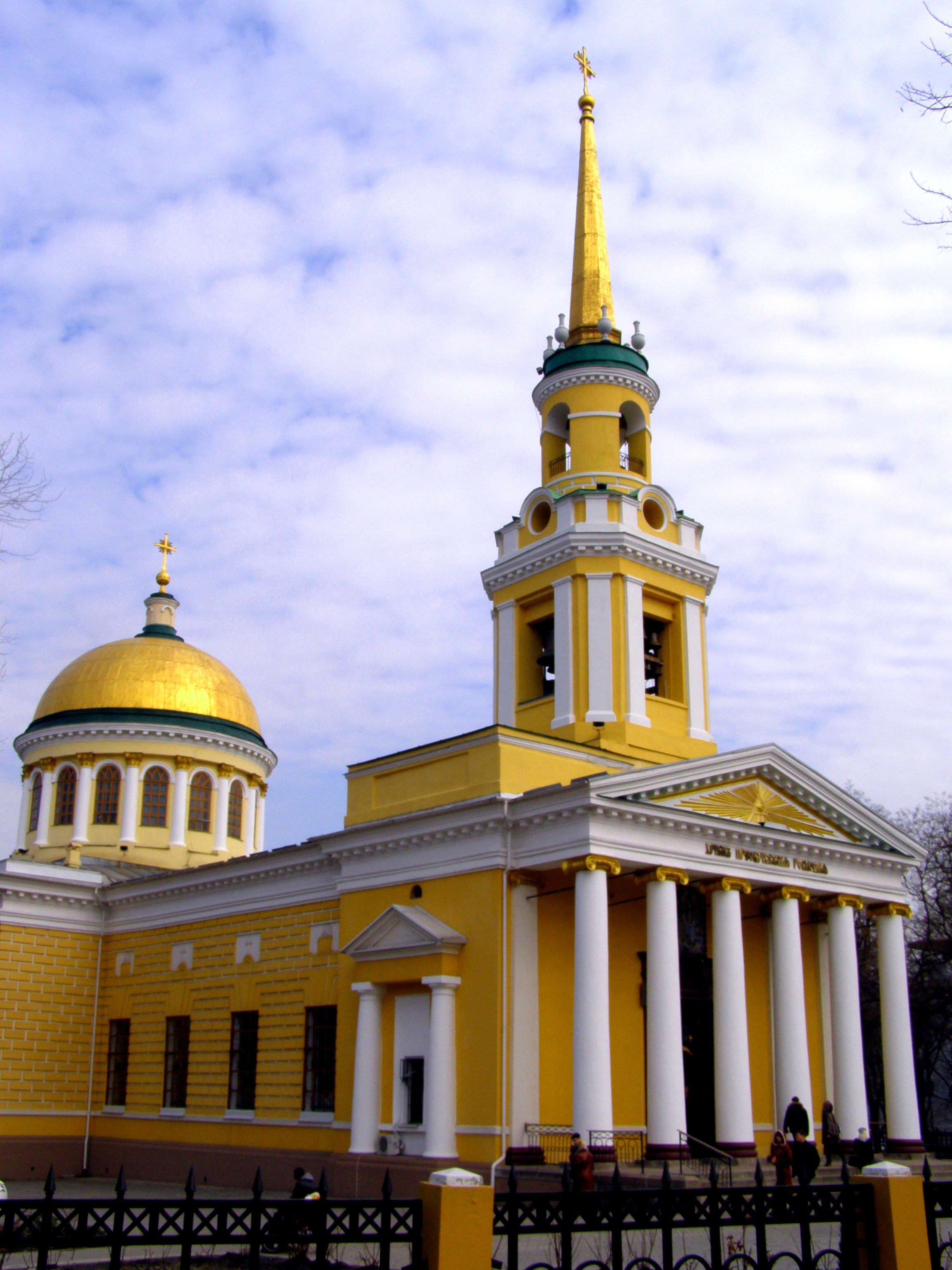
Спасо-Преображенский собор
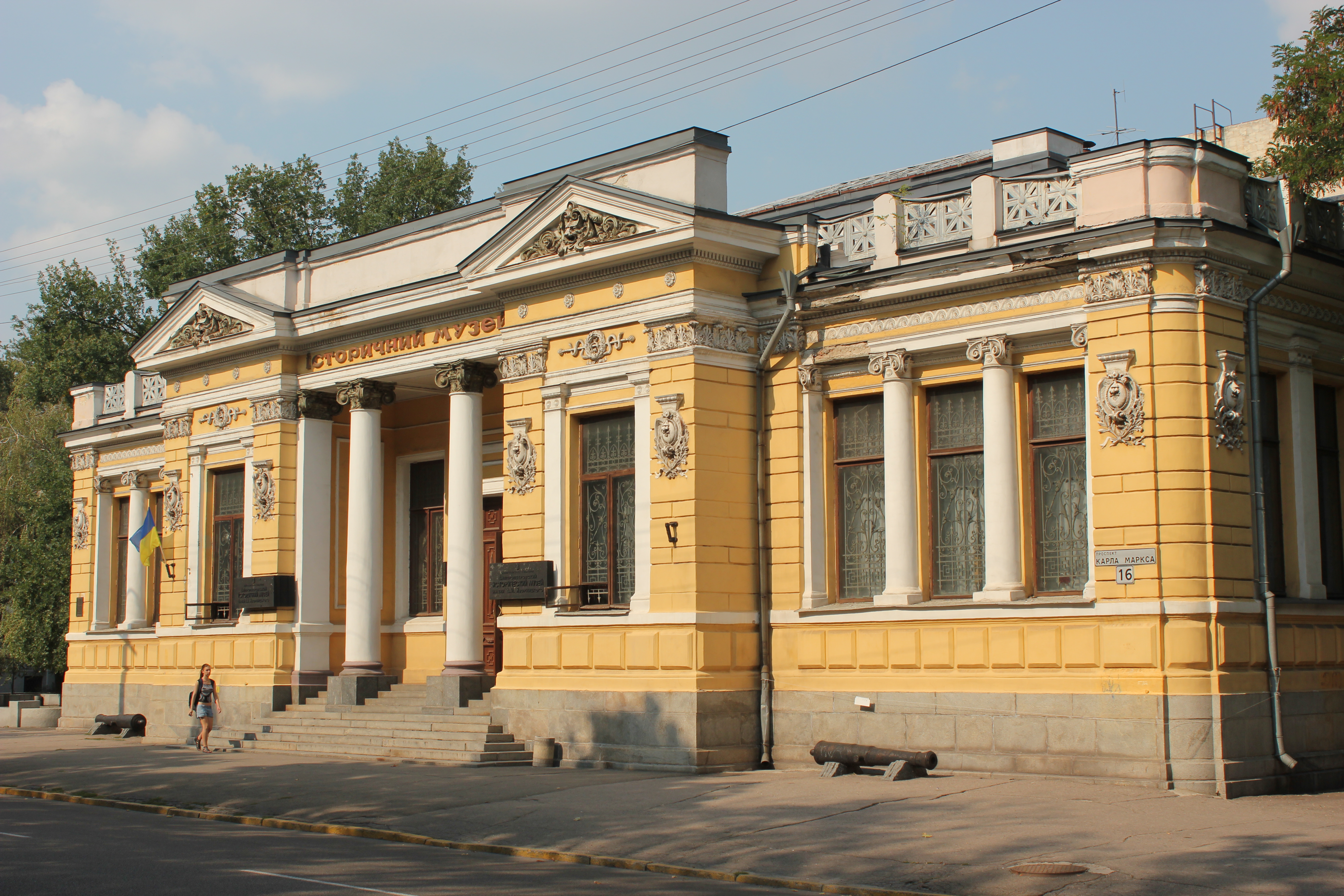
Днепропетровский национальный исторический музей
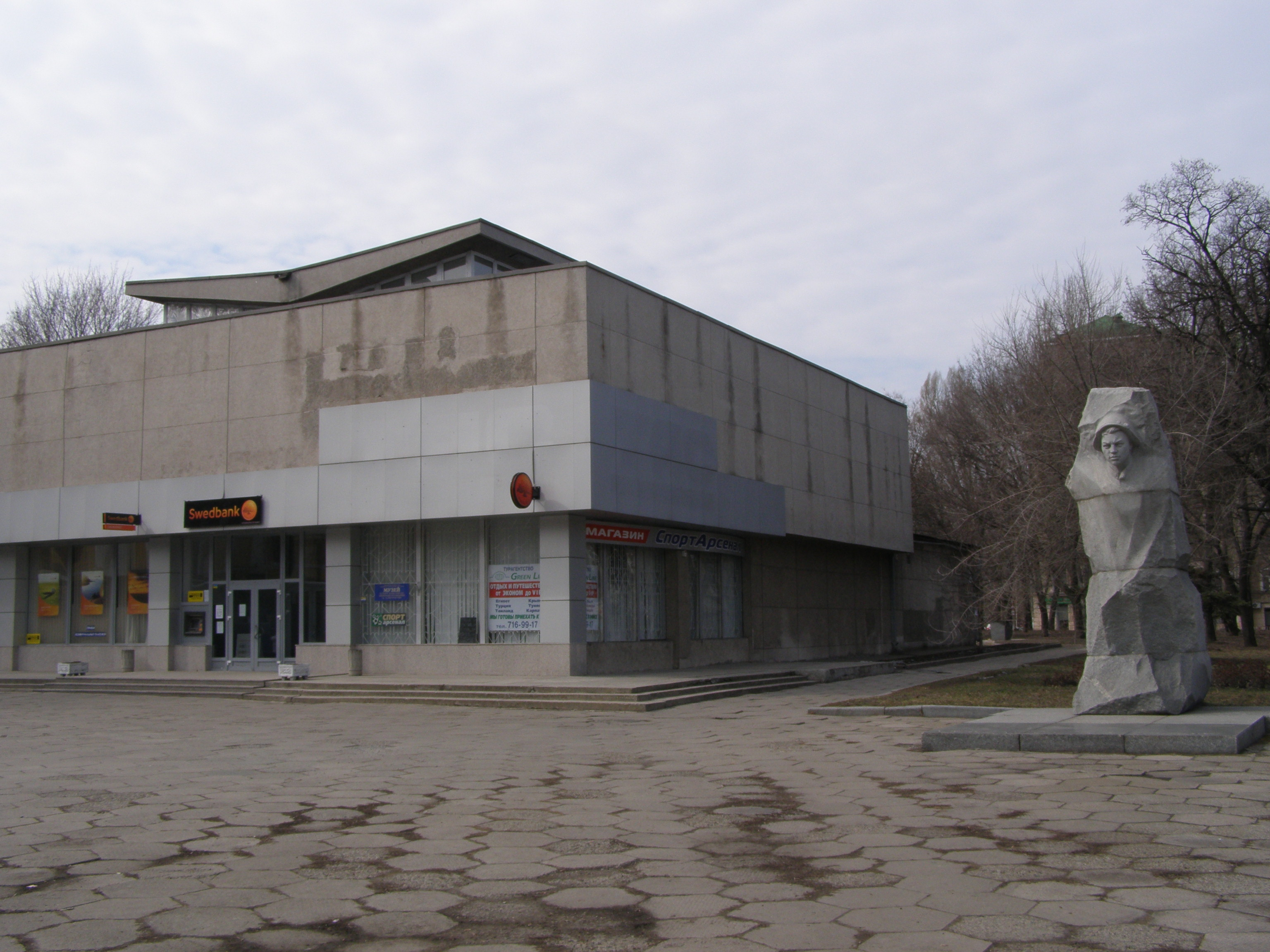
Музей истории комсомола и памятник Александру Матросову
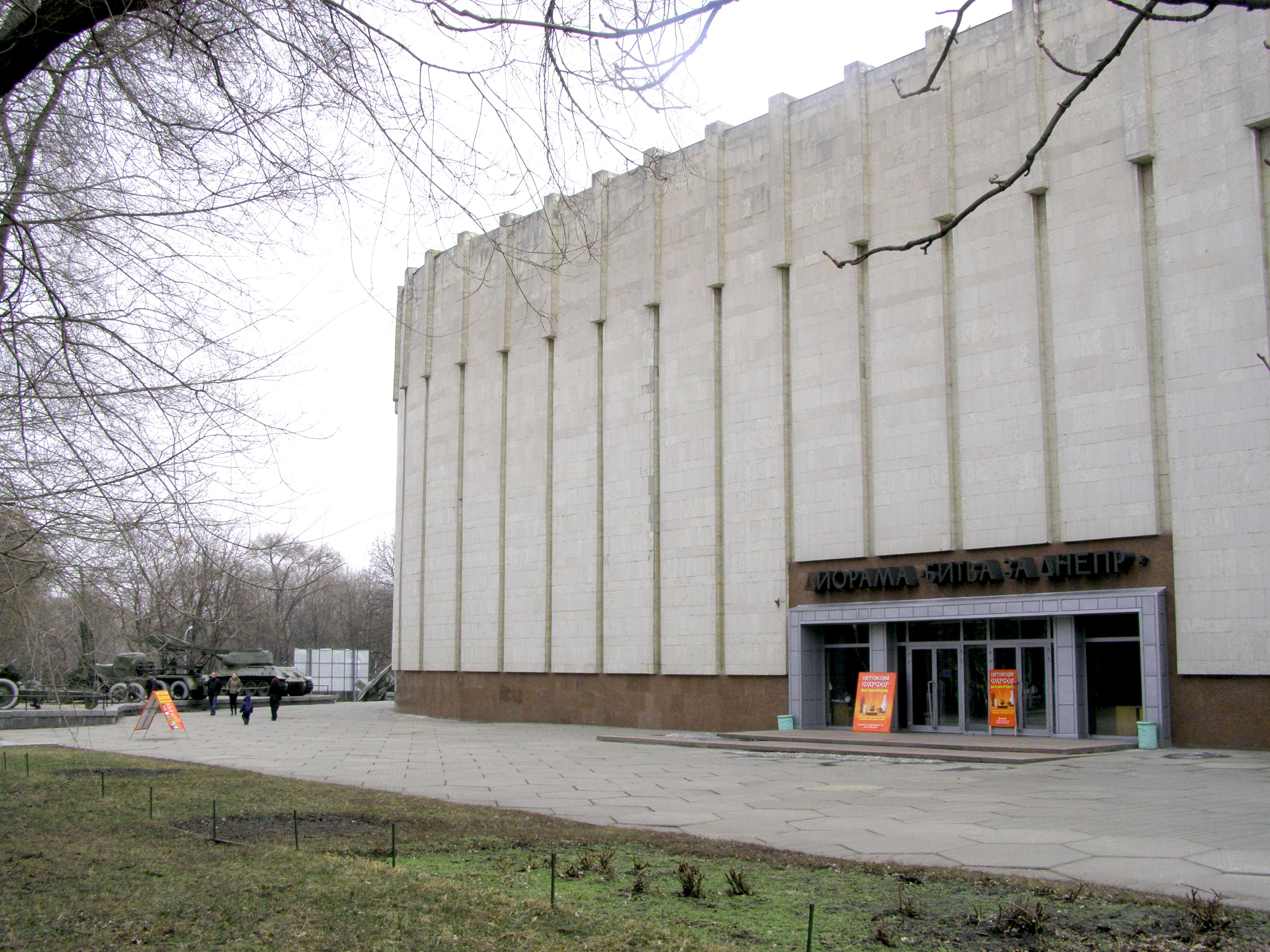
Диорама «Битва за Днепр»
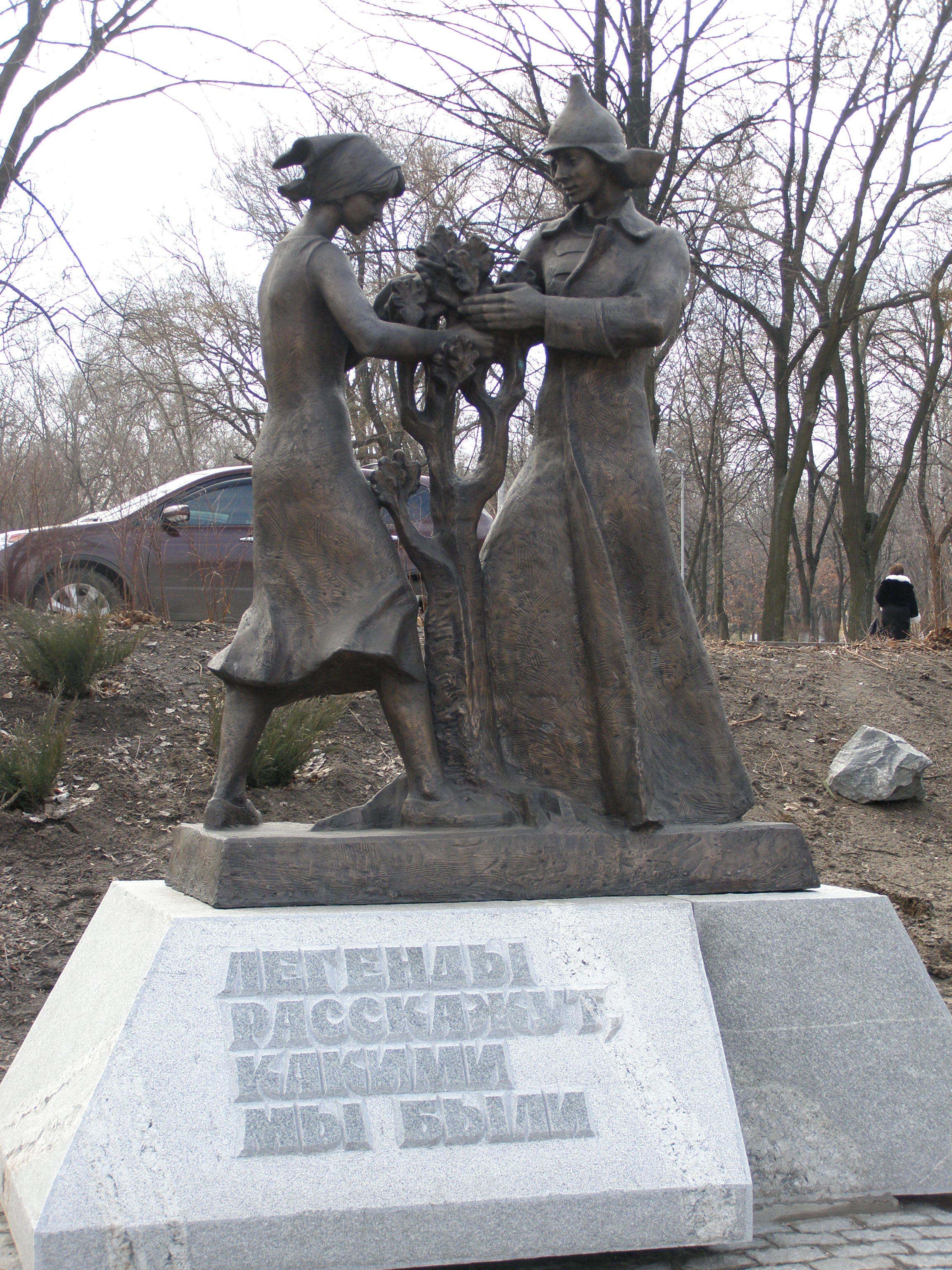
Памятник комсомольцам Днепропетровска
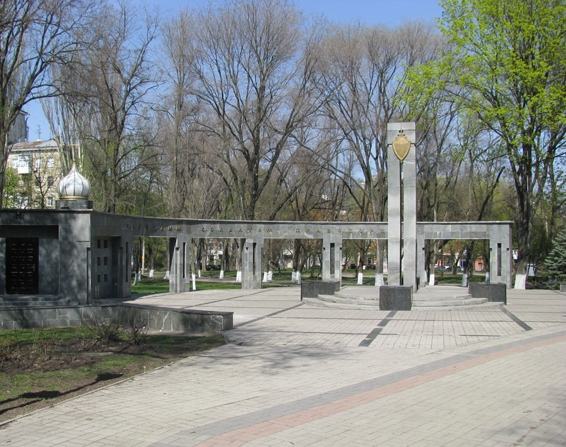
Мемориал погибшим защитникам правопорядка
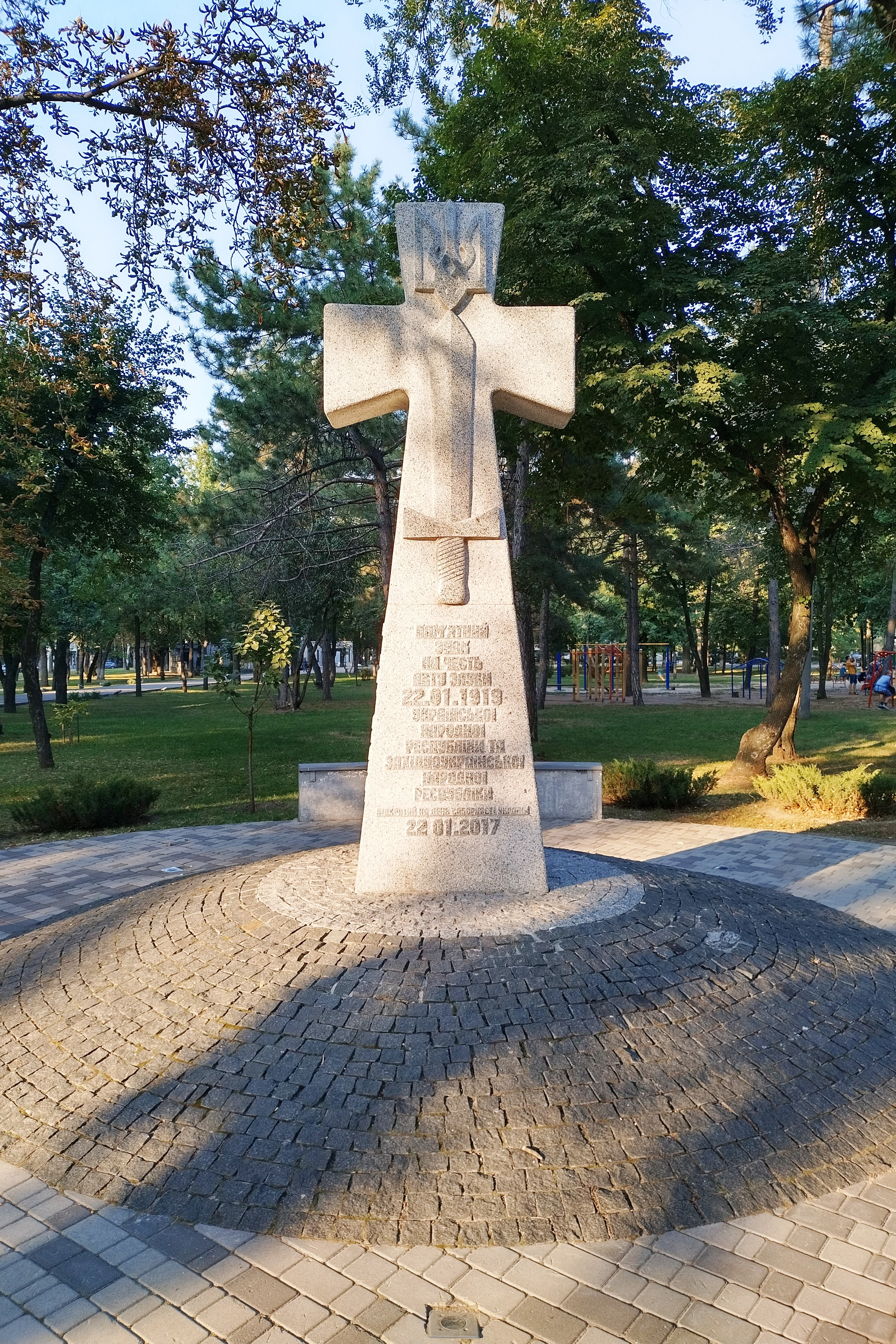
Памятный знак в честь Акта объединения УНР и ЗУНР